# كانتربيري (نيوزيلندا)
كانتربيري - نيوزلندا (بالإنجليزية: Canterbury, New Zealand)‏ هو أقليم في نيوزيلندا، بلغ عدد سكانه 600٬100  نسمة، في 2016، عاصمته كرايستشرش، تبلغ مساحته 45٬346 كيلومتر مربع.

## الموقع
يشترك في الحدود مع:
- إقليم أوتاغو
- مقاطعة تاسمان
- إقليم الساحل الغربي
- إقليم مارلبورو.

## أعلام
- سيدني هولاند
- إيرين بيكر
- سيليا أليسون
- ويليام إل. هولاند
- ويليام فيف